# Barbara Michalak-Pikulska
Barbara Michalak-Pikulska (ur. 1965) – polska arabistka, literaturoznawczyni, wykładowczyni Uniwersytetu Jagiellońskiego. 

## Życiorys
Barbara Michalak-Pikulska w 1994 uzyskała na Uniwersytecie Jagiellońskim stopień doktora nauk humanistycznych w dyscyplinie literaturoznawstwo na podstawie napisanej pod kierunkiem Marii Kowalskiej dysertacji Tradycja i nowatorstwo w twórczości współczesnej pisarki kuwejckiej Layli al-'Utman. W 1998 habilitowała się tamże w dziedzinie nauk humanistycznych, dyscyplina literaturoznawstwo, specjalność literatura arabska, przedstawiwszy dzieło The Contemporary Kuwaiti Short Story in Peace Time and War 1929–1995. W 2003 otrzymała tytuł profesora nauk humanistycznych.
Zawodowo związana z Uniwersytetem Jagiellońskim jako profesorka literatury arabskiej. Pełniła bądź pełni funkcje kierowniczki Katedry Arabistyki i dyrektorki Instytutu Orientalistyki. Wiele lat spędziła w Kuwejcie oraz innych państwach Zatoki Perskiej.
Członkini Komitetu Nauk Orientalistycznych Polskiej Akademii Nauk, Union Europeenne des Arabisants et Islamisants (UEAI) oraz European Association of Modern Arabic Literature (EURAMAL).
W 2005 za „wzorowe, wyjątkowo sumienne wykonywanie obowiązków wynikających z pracy zawodowej” została odznaczona Srebrnym Krzyżem Zasługi.

## Publikacje
- Tradition and Innovation in the Works of Layla al-‘Uthman, Bejrut, 1997.
- Thurayya al-Baqsami. Between a Brush and a Pen, Kuwejt, 1997.
- The Contemporary Kuwaiti Short Story in Peace Time and War 1929–1995, Kraków, 1998.
- An Outline of Contemporary Short Story Writings of the Arabian Peninsula. Selected Problems and Source Readings, Kraków, 2000.
- Modern Poetry and Prose of Oman 1970–2000, Kraków, 2002.
- Modern Poetry and Prose of Bahrain, Kraków, 2006.
- Authority, Privacy and Public Order in Islam, Leuven – Paris – Dudley, MA, 2006.
- Intertextuality in Modern Arabic Literature since 1967, Durham, 2006; Manchester, 2010.
- Modern Literature of the United Arab Emirate, Kraków, 2012.
- Ibadi jurisprudence : origins, developments and cases, Hildesheim, Zürich, 2015.
- Oriental languages and civilizations, Kraków, 2020.
- Contemporary Arab world : literary and linguistic issues, Kraków, 2021.
- Early novels on Arab spring : prophecy, reality and future, Kraków, 2022.